# Tony Mottola
Anthony C. Mottola (Kearny (New Jersey), 18 april 1918 – Denville (New Jersey), 9 augustus 2004) was een Amerikaanse jazzgitarist, die tientallen soloalbums heeft uitgebracht.

## Biografie
Zoals veel van zijn tijdgenoten, begon Mottola met het leren van de banjo en daarna de gitaar. Zijn eerste gitaarlessen kreeg hij van zijn vader. Hij toerde met een orkest onder leiding van George Hall in 1936, wat het begin van zijn professionele leven markeerde. Zijn eerste opnamen waren duetten met gitarist Carl Kress. In 1945 werkte hij samen met accordeonist John Serry sr. in een opname van Leone Jump voor Sonora Records, die in jukeboxen in de Verenigde Staten werd gespeeld. Zijn enige in de hitlijst gebrachte single als solist was This Guy's in Love with You, die #22 bereikte in het Billboard-magazine Easy Listening Top 40 in de zomer van 1968. Mottola werkte vaak op televisie, verscheen regelmatig in shows georganiseerd door zanger Perry Como en komiek Sid Caesar en als muziekregisseur voor de serie Danger uit de jaren 1950. Van 1958–1972 was hij lid van The Tonight Show Orchestra onder leiding van Skitch Henderson. Hij componeerde muziek voor de tv-documentaire Two Childhoods, die ging over vicepresident Hubert Humphrey en schrijver James Baldwin en hij won een Emmy Award voor zijn werk. In 1980 begon Mottola op te treden met Frank Sinatra, vaak in duetten, die te zien waren in de Carnegie Hall en het Witte Huis. Hij stopte in 1988 met muziek, maar speelde bijna elke dag thuis.

## Overlijden
Tony Mottola overleed in augustus 2004 op 86-jarige leeftijd.

## Discografie

### Command Records
- 1959: Mr. Big
- 1960: Roman Guitar
- 1961: Folk Songs
- 1961: String Band Strum Along
- 1962: Roman Guitar Volume 2
- 1962: Spanish Guitar
- 1963: Romantic Guitar
- 1963: Guitar...Mottola (eerder uitgebracht als Mr. Big)
- 1964: Sentimental Guitar
- 1965: Guitar Paris
- 1965: Command Performance
- 1965: Love Songs of Mexico, South America
- 1966: Amor Mexico and South America
- 1967: Guitar U.S.A.
- 1973: Tony "Mr. Guitar" Mottola, Volume II

### Project 3 Records
- 1966: Heart & Soul Guitar
- 1969: Tony Mottola Joins the Guitar Underground
- 1968: Warm, Wild & Wonderful
- 1968: Lush, Latin, and Lovely
- 1968: Roma Oggi
- 1969: The Tony Touch
- 1970: Close to You (A Guitar for Lovers)
- 1971: Warm Feelings
- 1972: Superstar Guitar
- 1972: Tony & Strings
- 1972: Two Guitars for Two in Love
- 1972: I Gotta Be Me: The Guitar Artistry of Tony Mottola
- 1973: A Latin Love-In
- 1973: Tony Mottola and the Quad Guitars
- 1974: Holiday Guitars
- 1974: Tony Mottola and the Brass Menagerie
- 1975: Guitar Factory
- 1975: I Only Have Eyes for You
- 1975: My Favorite Things
- 1977: Feelings
- 1979: Favorite Italian Songs
- 1979: Goin' Out of My Head
- 1980: Stardust (eerder uitgebracht als Warm Feelings)
- 1983: All the Way

### Anders
- 1947Accordion Capers - Tony Mottola en John Serry Sr. in het Joe Biviano Accordion Sextette (Sonora)
- 1950: Danger (soundtrack) (MGM Records)
- 1951: The Tap Dance Record (Columbia)
- 1955: Tony Mottola, His Guitar and Orchestra  (MGM)
- 1963: Tony's Touch (Grand Prix Series)
- 1971: Sixteen Great Performances (ABC Records)
- 1976: Guitar on Velvet (Readers Digest)
- 1982: Guitar Jamboree (Seagull)
- 2000: Kings of the Jazz Guitar – Tony Mottola en anderen
- 2000: Swing to Bop Guitar – Tony Mottola en anderen (Hep Records)
- 2000: Tony's Touch
- 2002: Heart & Soul Guitar (Varèse Sarabande)
- 2007: Dance Party
- ????: A Guy and a Guitar met Johnny Parker (Kapp Records)
- ????: Fun on the Frets – Tony Mottola en Carl Kress (Yazoo Records)
- ????: Hawaii Five-O met Jimmy Mitchel (Design)
- ????: Let's Put Out the Lights (RCA Camden)
- ????: Light Calvary Overture (songtiten) met Al Duffy
- ????: Little Red Monkey / Little Joe Worm – met Rosemary Clooney (Columbia Records)
- ????: Midnight Magic (Queue)

Met Frank Sinatra
- 1995: Sinatra 80th: Live in Concert
- 2006: Sinatra: Vegas
- 2009: Sinatra: New York
- 2009: Live at the Meadowlands
- 2014: Sinatra: London

Met Cootie Williams
- 1958: Cootie Williams in Hi-Fi (RCA Victor)

- Biblioteca Nacional de España: XX1027493
- Bibliothèque nationale de France: cb139459130 (data)
- International Standard Name Identifier: 0000 0000 7357 6183
- Library of Congress Control Number: n86102079
- MusicBrainz: f007f0e4-b41e-45c4-8f23-ba20194483e7
- Nationale Bibliotheek van Israël: 987007329888305171
- SNAC: w6p27jx3
- Système universitaire de documentation: 120887363
- Virtual International Authority File: 42030945
- WorldCat: E39PBJwtpPwBgBdWVfBtRwqRKd